# Borskij rajon (Oblast' di Samara)
Il Borskij rajon (in russo Борский район?) è un rajon dell'Oblast' di Samara, nella Russia europea; il capoluogo è Borskoe. Istituito il 16 luglio 1928, occupa una superficie di 2.103 chilometri quadrati.